# ナタナエル・ムブク
ナタナエル・ムブク（フランス語: Nathanaël Mbuku、2002年3月16日 - ）は、フランスとコンゴ民主共和国のサッカー選手。NKディナモ・ザグレブ所属。ポジションはFW。

## クラブ歴
様々なクラブの下部組織に所属した後、2017年にスタッド・ランスの下部組織に加入。翌2018年11月23日に3年のプロ契約を締結した。2019年8月10日にリーグ・アンでプロ初出場を記録した。プロ初得点は2020年10月25日に記録した。なおこの試合ではこの得点とは別に彼が受けたファールでペナルティキックも獲得し、これはチームメイトのブライユ・ディアが得点にした。
2023年1月30日、FCアウクスブルクに4年半契約で移籍した。2024年1月、ASサンテティエンヌにシーズン終了までのレンタルで移籍した。
2024年9月3日、NKディナモ・ザグレブに移籍した.。

## 代表歴
年代別代表ではフランス代表としての出場経歴がある。
U-17代表ではUEFA U-17欧州選手権2019と2019 FIFA U-17ワールドカップに出場し、後者ではシルヴァー・ブーツを獲得した。その後も東京オリンピックや第48回モーリス・レベロ・トーナメントに参加した。

## 私生活
フランス生まれだが、血筋はコンゴ民主共和国に持っている。